# Lucien Aubey
Pour les articles homonymes, voir Aubey.
Lucien Yann Sherril Aubey, né le 24 mai 1984 à Brazzaville, est un footballeur international congolais des années 2000 et 2010. Durant sa carrière, il évolue au poste de défenseur.

## Biographie
Lucien Aubey est formé à l'AS Cannes, mais signe son premier contrat professionnel au Toulouse FC, avec lequel il remonte de National en Ligue 1 où il devient titulaire, jouant plus de 30 matchs par saison.
Il est en même temps régulièrement appelé en équipe de France espoirs. Il dispute notamment l'Euro espoirs 2006 au Portugal.
Il signe au Racing Club de Lens le 5 juillet 2007 pour 3 millions d'euros, puis est prêté le 18 janvier à Portsmouth. Après huit rencontres de Premier League, Aubey retourne au RC Lens pour être transféré pour 5 millions d'euros début août au Stade rennais pour trois ans.
Le 12 août 2009, il est sélectionné pour la première fois avec le Congo et joue la totalité d'un match contre le Maroc. Quelques mois plus tard, il signe pour deux ans et demi avec le club turc de Sivasspor le 20 janvier 2010.
Il signe au Stade de Reims le 24 août 2010 pour une durée de trois ans. Il résilie son contrat en juillet 2012. Il s'engage alors avec l'Olympiakos Nicosie.

## Statistiques
| Saison                | Club                  | Championnat           | Championnat | Championnat | Coupe nationale | Coupe nationale | Coupe de la Ligue | Coupe de la Ligue | Compétition(s) continentale(s) | Compétition(s) continentale(s) | Compétition(s) continentale(s) | Congo | Congo | Total | Total |
| Saison                | Club                  | Division              | M.          | B.          | M.              | B.              | M.                | B.                | Comp.                          | M.                             | B.                             | M.    | B.    | M.    | B.    |
| 2001-2002             | Toulouse FC           | National              | 5           | 0           | -               | -               | -                 | -                 | -                              | -                              | -                              | -     | -     | 5     | 0     |
| 2002-2003             | Toulouse FC           | Ligue 2               | 30          | 0           | 3               | 0               | 1                 | 0                 | -                              | -                              | -                              | -     | -     | 34    | 0     |
| 2003-2004             | Toulouse FC           | Ligue 1               | 36          | 0           | 2               | 0               | 1                 | 0                 | -                              | -                              | -                              | -     | -     | 39    | 0     |
| 2004-2005             | Toulouse FC           | Ligue 1               | 33          | 0           | 2               | 0               | 1                 | 0                 | -                              | -                              | -                              | -     | -     | 36    | 0     |
| 2005-2006             | Toulouse FC           | Ligue 1               | 33          | 0           | -               | -               | 2                 | 0                 | -                              | -                              | -                              | -     | -     | 35    | 0     |
| 2006-2007             | Toulouse FC           | Ligue 1               | 16          | 0           | -               | -               | 2                 | 0                 | -                              | -                              | -                              | -     | -     | 18    | 0     |
| 2007-2008             | RC Lens               | Ligue 1               | 12          | 0           | -               | -               | 1                 | 0                 | CI+C3                          | 2+2                            | 0                              | -     | -     | 17    | 0     |
| 2007-2008             | Portsmouth FC (prêt)  | Premier League        | 3           | 0           | -               | -               | -                 | -                 | -                              | -                              | -                              | -     | -     | 3     | 0     |
| 2008-2009             | Stade rennais         | Ligue 1               | 13          | 0           | -               | -               | 2                 | 0                 | CI+C3                          | -                              | -                              | -     | -     | 15    | 0     |
| 2009-2010             | Stade rennais         | Ligue 1               | 3           | 0           | -               | -               | 2                 | 0                 | -                              | -                              | -                              | 3     | 0     | 8     | 0     |
| 2009-2010             | Sivasspor             | Süper Lig             | 9           | 0           | 1               | 0               | -                 | -                 | -                              | -                              | -                              | -     | -     | 10    | 0     |
| 2010-2011             | Stade de Reims        | Ligue 2               | 13          | 0           | 2               | 0               | -                 | -                 | -                              | -                              | -                              | 2     | 0     | 17    | 0     |
| 2011-2012             | Stade de Reims        | Ligue 2               | -           | -           | -               | -               | -                 | -                 | -                              | -                              | -                              | -     | -     | 0     | 0     |
| 2012-2013             | Olympiakos Nicosie    | D1                    | -           | -           | -               | -               | -                 | -                 | -                              | -                              | -                              | -     | -     | 0     | 0     |
| Total sur la carrière | Total sur la carrière | Total sur la carrière | 206         | 0           | 10              | 0               | 12                | 0                 | -                              | 4                              | 0                              | 5     | 0     | 237   | 0     |

## Palmarès
- Champion de France de Ligue 2 en 2003 avec Toulouse.

## Sélections en équipe nationale
- 7 sélections en équipe de France espoirs.
- 5 sélections en équipe du Congo.